# Haim (banda)
Haim (pronuncia-se HY-əm, /ˈhaɪ.əm/, em hebraico: חיים‎, "vida" e estilizado como HAIM) é uma banda de indie rock de Los Angeles, Califórnia. É formada pelas irmãs Este, Danielle e Alana Haim.

## Carreira

### 2005: Início de carreira
As três irmãs cresceram em San Fernando Valley, ouvindo os clássicos do rock dos anos 1970 e músicas do gênero americana influenciadas por seus pais. Enquanto ainda estavam na escola, os pais formaram uma banda em família chamada Rockinhaim para tocar covers em feiras de caridade locais. A banda tinha o pai delas, o israelense Mordechai ("Moti"), na bateria e a mãe, Donna, na guitarra. Por pouco tempo, Danielle e Este também foram integrantes da girl band The Valli Girls.

### 2006-2010: Formação
À medida que cresciam, as três tornaram-se mais interessadas em incorporar pop e R&B às suas músicas. Em 2006, elas decidiram formar sua própria banda. Nos cinco anos seguintes, a banda Haim tocou em locais de interesse turístico, mas as coisas não foram adiante, pois as três irmãs estavam ocupadas com outros projetos. Este estava estudando na Universidade da Califórnia e graduou-se em 2010 em etnomusicologia. Ao se formar no ensino médio, Danielle foi convidada a tocar bateria na abertura de uma das turnês de Jenny Lewis. Posteriormente, Lewis convidou Danielle para ser sua guitarrista na turnê seguinte. O vocalista dos Strokes, Julian Casablancas assistiu a um dos shows de Lewis e, por sua vez, convidou Danielle para tocar guitarra e percussão em sua turnê solo. Ela também fez uma única apresentação como parte da Scarlet Fever, a banda de vocais de apoio só de mulheres para Cee-Lo Green. Apenas depois de Danielle sair em turnê com outros artistas e Este se formar na faculdade que as irmãs decidiram que queriam levar a banda Haim mais a sério. Alana, irmã caçula, faz um ano de graduação antes de abandonar o curso para se juntar à banda com suas irmãs.
Ainda quando crianças, as três começaram no mundo da música aprendendo a tocar percussão, principalmente bateria, mas ao longo do tempo aprenderam a tocar mais de um instrumento. Este toca baixo, guitarra, bateria, percussão e trombone. Danielle toca guitarra, violão, bateria, percussão, piano e gaita de boca. Alana toca guitarra, violão, teclado, bateria e percussão. Nas gravações e ao vivo, Este é baixista e vocalista de apoio; Danielle é vocalista principal, guitarrista solo e baterista em algumas músicas; e Alana é guitarrista base, vocalista de apoio, tecladista e percussionista. Em shows, Este é a que mais costuma fazer brincadeiras com a plateia. Porém, pelo conteúdo "sincerão" e explícito de suas piadas, acaba muitas vezes "envergonhando" suas irmãs.

### 2012-2016: Revelação eDays Are Gone
Tendo tocado como banda de apoio de artistas como Edward Sharpe e os Magnetic Zeros, The Henry Clay People e Ke$ha, o primeiro lançamento original de Haim foi um EP com três canções intitulada Forever que foi disponibilizado em 10 de fevereiro de 2012 como um download gratuito em seu site por um breve período. O EP recebeu muita atenção da imprensa musical e o público em geral, e na sequência de um show de sucesso no South by Southwest Festival, em março de 2012. Haim assinou um contrato com a Polydor Records no Reino Unido em junho de 2012. No mês de agosto abriu shows de Mumford & Sons em sua turnê Gentlemen of the Road. A banda fez sua turnê de estreia no Reino Unido em novembro de 2012. e, em seguida, fez turnê junto à Florence and the Machine no Reino Unido e Irlanda em dezembro de 2012. Em 16 de outubro de 2012 Zane Lowe da BBC Radio 1 estreou seu single “Don't Save Me” em seu programa de rádio. O lado B era “Send Me Down”, diferenciando-se de seus lançamentos anteriores por ter uma notável sonoridade mais hip hop, com harmonias vocais brilhantes na parte superior. Seu álbum de estreia intitulado "Days Are Gone" foi lançando no dia 5 de agosto do ano de 2013.
O grupo foi eleito por especialistas como a principal promessa da música para 2013 e foi anunciado como o dono do primeiro lugar na pesquisa “Sound of 2013”, da rede britânica BBC. Um guia que é considerado um dos mais respeitados na área musical. Haim também integrava o levantamento “Brand New for 2013”, do canal MTV, que aponta as principais tendências para o ano.
Em 2014, a banda britânica Bastille lançou uma série de mixtaples de parcerias que incluiu a banda Haim em sua terceira extensão, na música "Bite Down".
No começo de 2015, em conjunto com a banda eletrônica francesa M83, a banda gravou "Holes in the Sky" para a trilha sonora da série de aventura e ação futurística The Divergent Series: Insurgent. A experiência do trio californiano com a música eletrônica também se expandiu com a parceria com o dj e produtor Calvin Harris, na faixa "Pray to God", do álbum de 2014, "Motion", do britânico.
No final de 2015, a banda teve sua primeira indicação aos Prêmios Grammys na categoria "Melhor Novo Artista", vencida na oportunidade pelo britânico Sam Smith. No segundo semestre desse mesmo ano o trio ainda funcionou como ato de abertura da The 1989 Word Tour em datas selecionadas de sua amiga muita próxima Taylor Swift, ao lado de Shawn Mendes e Vance Joy.

### 2016-2019:Something to Tell You
Após ficarem por mais de três anos em turnê, as irmãs finalmente encontram a iniciativa para um novo disco. Produzido em 2016, Something to Tell You é o segundo álbum de estúdio da banda. Lançado em 7 de julho de 2017 pela Polydor Records, pertence ao gênero pop rock e conta com o total de 11 faixas inéditas todas sendo produzidas por Ariel Rechtshaid, BloodPop, George Lewis Jr., Rostam e Haim. As irmãs relataram em entrevista que o processo de produção escrita se iniciou em 2016, quando ainda estavam em turnê. O disco é marcado pela sonoridade rock dos anos 70 e 80, soul music e especialmente pela influência da banda Fleetwood Mac, uma vez que Stevie Nicks é uma espécie de mentora informal das irmãs. Algumas avaliações ainda notaram a influência de artistas como Prince, Tom Petty e o gênero R&B e de grupos como The Jackson 5 e Hansons.
Em 3 de maio de 2017 o single "Want You Back" foi lançado em primeira mão na BBC Radio 1 e eleita como "Best New Track" pela revista Pitchfork em maio de 2017. Em 22 de junho o videoclipe da música, dirigido por Jake Schreier, foi lançado nas plataformas digitais e também contou com a divulgação em redes sociais.
O disco recebeu criticas mistas e foi bem recebido por veículos especializados por sua infusão do indie rock, pop folk, R&B com a música pop, sendo saudado pelo som atemporal e radiofônico por Pitchfork, Vulture, Variety e Billboard. A revisão de Lars Gotrich, da NPR, para o primeiro single, "Want You Back", considerou que a banda é capaz de "iluminar, em um arranjo em mosaico, os impressionantes movimentos do amor". Outras avaliações ao álbum como a de Jonathan Bernstein à revista Entertainmet Weekly reputou o resultado como "uma ode simples e surpreendente à alegria e ao artesanato do pop americano". Jamie Milton, da NME, atribuiu quatro de cinco estrelas ao material julgando que "o resultado final é um registro enraizado nos movimentos de baixo, sintetizadores cintilantes e letras apaixonadas que definiram sua estreia". Outras avaliações mistas como de Jon Dolan para a revista Rolling Stone conceituou que as "músicas nem sempre explodem com a ensolarada ebulição do primeiro LP, mas as melodias, batidas e ideias são estratificadas e empilhadas, como um forte de travesseiro de sofá". As avaliações mistas e negativas, como a de Neil McCormick para a The Thelegraph ponderou que "um senso de irmandade é uma grande parte do apelo de Haim, mas a camaradagem humorística e a arrogância rochosa que eles apresentam no palco quase desaparecem no estúdio" e que "todo o truque digital pode ajudar Haim a parecer que pertence à era pós-rock - mas corre o risco de roubar a qualidade que os torna únicos".. Ilana Kaplan, da Paste Magazine, assim resumiu o esforço da banda: "Em Something To Tell You, o HAIM não costuma complicar as coisas com o pop da Costa Oeste: algo que costuma ser mais vantajoso, mas às vezes deixa o jogo seguro. Cada música tem um toque vintage, mesmo que seja difícil identificar a influência direta. Stevie Nicks provavelmente está orgulhoso: o trio aproveita o que eles sabem criando canções de rock emotivas com produção estelar. O HAIM continua sendo um sólido contador de histórias, e Something To Tell You é a fuga que todos nós podemos usar agora".
Right Now, teve um videoclipe filmado sessão em estúdio sob a direção do cineasta americano oito vezes indicado ao Óscar, Paul Thomas Anderson. Anderson se tornou um grande parceiro da banda para o videoclipe de outras faixas de "Something to Tell You", como "Night So Long (Live at the Greek)" e "Little of Your Love" além de "Valentine'', um projeto de compilação de três faixas do álbum filmadas no Valentine Recording Studios sob o desempenho em gravação da banda em estúdio de "Right Now", a faixa homônima título ao disco e "Nothing's Wrong". Em entrevista à Zane Lowe, da Apple Music, o trio disse que a aproximação com PTA seu deu em razão de duas especiais coincidências: PTA confessou a um amigo próximo durante uma festa seu apreço pela banda, o que se desdobrou em um convite intermediado para um jantar, oportunidade essa em que se descobriu o fato de que a mãe das musicistas, Donna Haim, décadas antes, lecionou Artes no primário para o cineasta e exercera tamanha influência sobre ele ao ponto de um quadro pintado sob sua orientação estar no quarto de seu filho. A causalidade improvável sobre a parceria veio a público durante a campanha de divulgação de "Something tô Tell Tou" por várias reportagens.
Em virtude da participação da banda na rádio Triple J ao divulgar seu mais recente trabalho, o cover feito de “That Don’t Impress Me Much”, originalmente gravada pela Shania Twain, foi liberado em diversas plataformas digitais em 13 de outubro de 2017 após algum sucesso de áudios não oficiais no Youtube. Ampliando seu catálogo de colaborações, em fevereiro de 2018 a banda se juntou ao cantor dominicano-americano Twin Shadow no single "Saturdays", de seu álbum Caer. A parceria musical da banda com o cantor rememora à produção de Shadow na música "Ready for You" e mais antigamente com a co-autoria em "Edge", faixa contida na edição britânica deluxe de "Days Are Gone".
Em 14 e 21 de abril 2018 a banda se apresentou no festival Coachella, antes de Beyoncé, headline das noites de sábado do evento. A performance das irmãs se deu sob a direção artística do conteúdo visual de Paul Thomas Anderson.
Em 7 de março de 2019 o grupo uniu forças com o dj e produtor francês Gesaffelstein na faixa "So Bad" para o seu disco "Hyperion".
Em 10 de fevereiro de 2019 o produtor de música eletrônica Mura Masa venceu a categoria de "Melhor Remix de Gravação Não Clássica" no 61º Annual Grammy Awards pelo remix da faixa Walking Away, terceiro single do álbum Something to Tell You.
Em 3 de maio, a banda nova-iorquina Vampire Weekend lançou seu quarto álbum de estúdio, "Father of the Bride", que incluiu a profícua colaboração em mais da metade do disco de Danielle Haim nos créditos de vocal principal e de apoio. No ano seguinte, Father of Bride ganhou o prêmio de Melhor Álbum de Música Alternativa no 62º Annual Grammy Awards.
Em 30 de agosto de 2019 foi divulgado quinto single colaborativo do álbum "Charli" da britânica Charli XCX, "Warm", que conta a participação do trio californiano.

### 2020-2022:Women in Music Pt. III
Dando indícios sobre a produção de um novo álbum a banda lançou três singles no final do segundo semestre de 2019: Summer Girl, Now I'm In It e Hallelujah. Em declaração em rede social, Danielle Haim revelou que o single Summer Girl é baseado nas experiências sobre o câncer de seu namorado Ariel Rechtshaid, o mais frequente colaborador da banda desde o primeiro material lançado pelo trio, o EP "Forever", de 2013. A música, eleita como "Best New Track" em julho de 2019 pela revista Pitchfork, possui melodia influenciada por " Walk on the Wild Side", de Lou Reed (1972) e uma interpolação de "Sing Me A Song That I Know" de Blodwyn Pig (1969).
Em publicação em rede social Alana Haim revelou que o single "Hallelujah", de novembro de 2019, também possui especial significado para si, por ser uma espécie de homenagem à sua falecida melhor amiga, morta em um acidente anos antes, e por ser uma reflexão à conexão que tem com suas irmãs, Danielle e Este, que a ajudaram a enfrentar o episódio de um quadro depressivo ocasionado pelo luto da perda. Este atribui sua parte no verso da mesma música à sua experiência com diabetes mellitus tipo 1.
As músicas "Summer Girl", "Now I'm In It" e "Hallelujah" possuem videoclipes dirigidos pela parceria consolidada com Paul Thomas Anderson.
Em 2 de março de 2020 a banda anunciou o lançamento de seu terceiro disco "Women in Music Pt. III"  para 24 de abril de 2020, após dias de interação e mistério com fãs em sua conta oficial no Instagram a respeito da sigla "WIMPIII" , divulgada em publicação na rede social. Em mesma oportunidade a banda também divulgou a capa do álbum, sua fotografia foi de autoria de Paul Thomas Anderson. O título do disco, "Women in Music Pt. III" possui certa ironia, uma vez que não existe no catálogo da banda precedentes intitulados como sequência de qualquer material como "Women in Music", todavia o título do disco faz sentido ao se considerar os dois discos anteriores como a atividade musical das irmãs Haim.
Em 3 de março de 2020 a banda lançou a música "The Steps", segunda faixa das 16 do material. Em 23 de março de 2020, a banda anunciou que adiaria o lançamento do disco, sua consequente divulgação e a incursão em turnê em razão das medidas de exceção como o distanciamento social à pandemia de COVID-19. Como forma de compensação à estreia de material inédito, em 29 abril a banda ainda lançou "I Know Alone", que recuperou a participação da banda com Jake Schreier na direção de videoclipes desde "Want You Back", dessa vez feito sob o formato de colaboração remota. Como último esforço de prévias foi divulgado "Don't Wanna", em 21 de maio.
Posteriormente o disco do trio foi confirmado para 26 de abril de 2020.

### 2023-presente:I Quit
Em 16 de janeiro de 2023, em um vídeo publicado no TikTok, o Haim anunciou que estava de volta ao estúdio trabalhando em seu quarto álbum. A banda foi atração de abertura em vários shows da etapa norte-americana da The Eras Tour, de Taylor Swift, em 2023, e mais tarde apresentou sua música “No Body, No Crime” com Swift durante o show principal, além de seu set de abertura (marcando a estreia da faixa ao vivo). Em 21 de julho de 2023, a banda lançou o single “Home”, que integrou a trilha sonora do filme Barbie.
Em 5 de março de 2025, o Haim anunciou o lançamento de seu novo single “Relationships”. Em 12 de março, a faixa foi lançada junto com seu videoclipe, dirigido por Camille Summers-Valli e com a participação do ator americano Drew Starkey. Em 4 de abril, a banda lançou o segundo single de seu quarto álbum de estúdio, “Everybody’s Trying To Figure Me Out”, coescrito com Rostam Batmanglij e Justin Vernon. Nos dias 24 de abril e 30 de maio, mais dois singles foram lançados: “Down to Be Wrong” e “Take Me Back”. O primeiro saiu acompanhado de um videoclipe estrelado pelo ator americano Logan Lerman. O quarto álbum do grupo, I Quit, foi lançado em 20 de junho de 2025. No mesmo dia, foi lançado o videoclipe de seu quinto single, “All Over Me”, com participação de Will Poulter, Archie Madekwe e Nabhaan Rizwan.

## Integrantes
- Este Arielle Haim,[40] 14 de março de 1986 (39 anos), baixo e vocal de apoio.
- Danielle Sari Haim,[41] 16 de fevereiro de 1989 (36 anos), vocal principal, guitarra solo e bateria.
- Alana Mychal Haim,[42] 15 de dezembro de 1991 (33 anos), guitarra base, vocal de apoio, teclados e percussão.

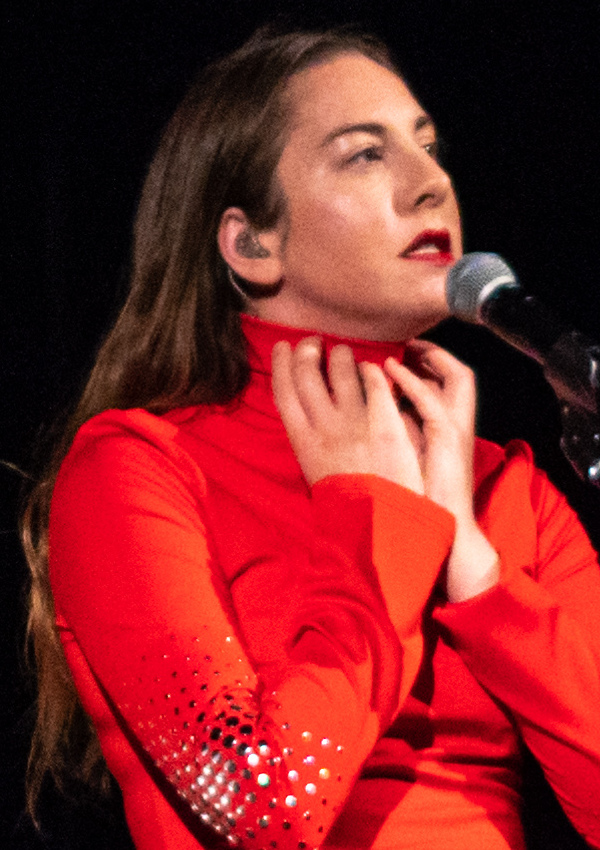
Este Haim, baixista e vocalista
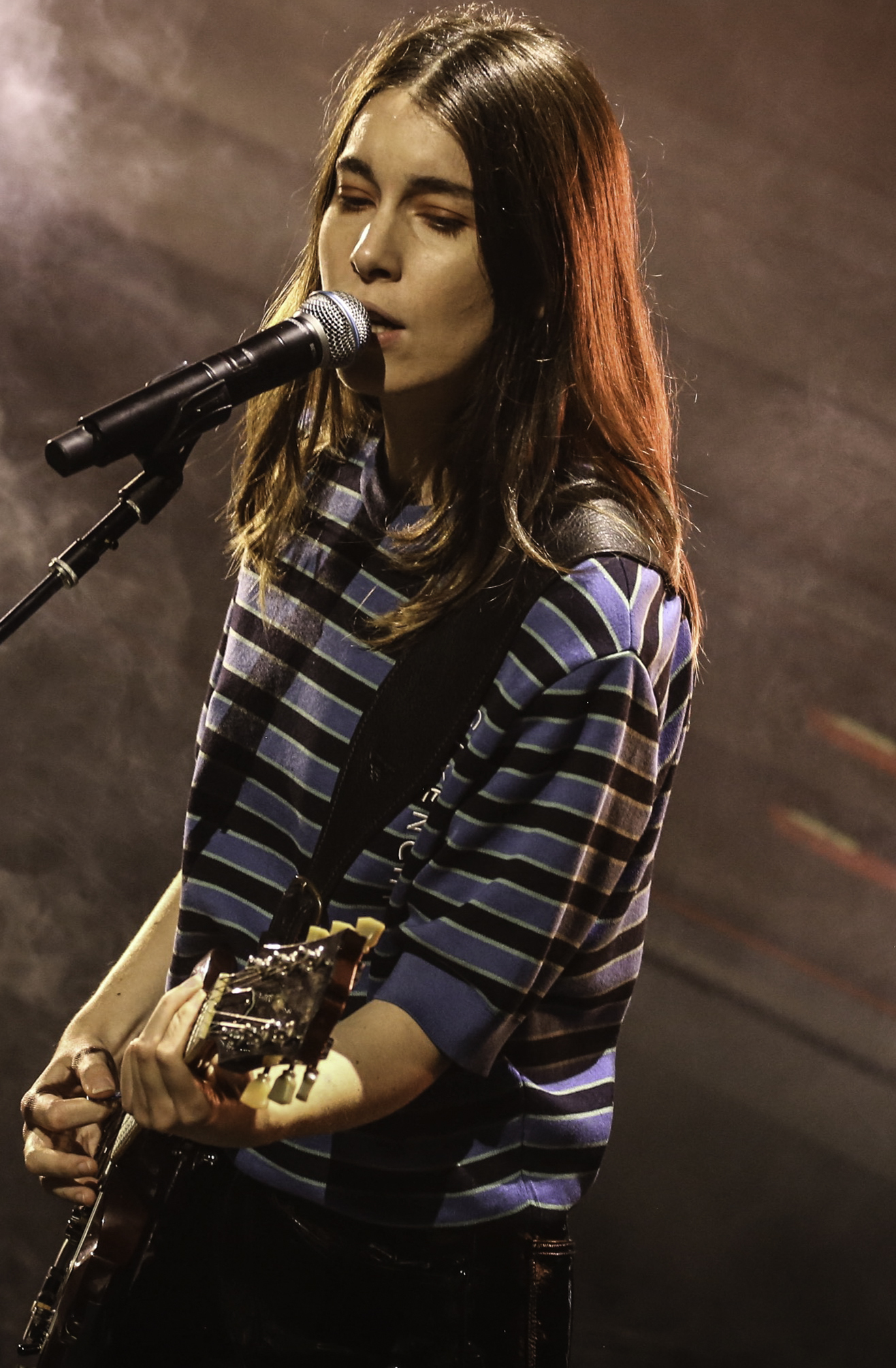
Danielle Haim, vocalista principal e guitarrista
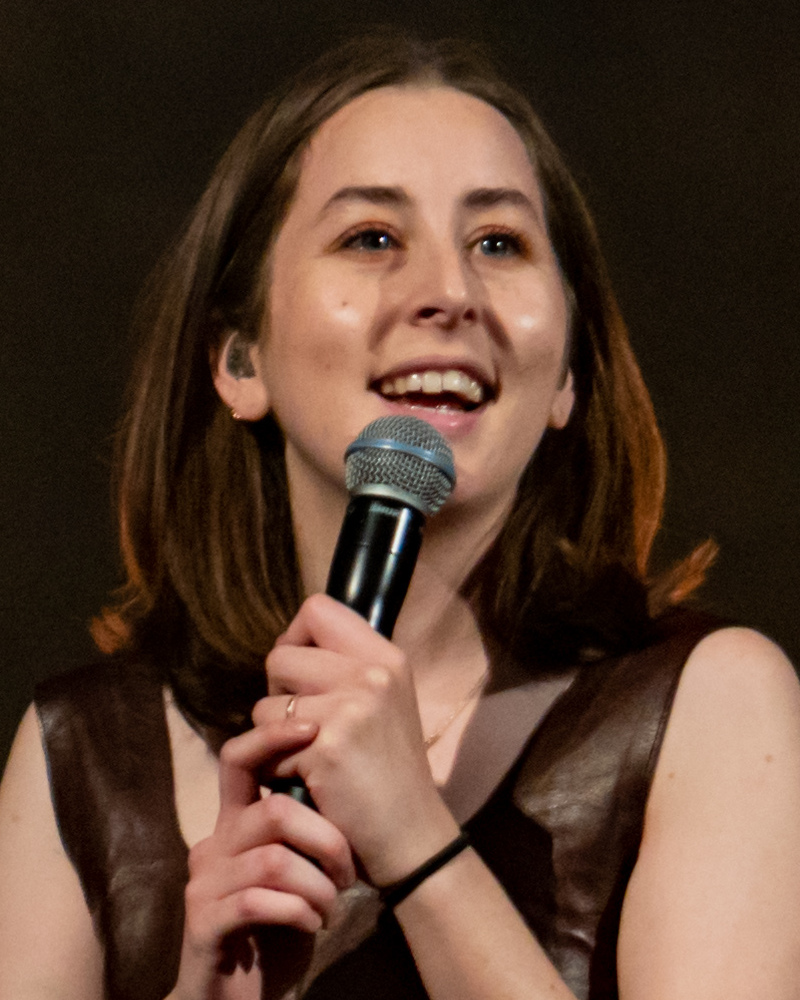
Alana Haim, guitarrista, vocalista, tecladista e percussionista

## Discografia
Álbuns de estúdio
- 2013: Days Are Gone
- 2017: Something To Tell You
- 2020: Women in Music Pt. III
- 2025: i quit

Extended Plays (EP's)
- 2012: Forever EP

Singles
- 2012: Forever
- 2012: Don't Save Me
- 2013: Falling
- 2013: The Wire
- 2014: If I Could Change Your Mind
- 2014: My Song 5 (feat. A$AP Ferg)
- 2017: Want You Back
- 2017: Little Of Your Love
- 2017: Walking Away
- 2019: Summer Girl
- 2019: Now I'm In It
- 2019: Hallelujah
- 2020: The Steps
- 2020: I Know Alone
- 2020: Don't Wanna
- 2020: Man From The Magazine
- 2022: Lost Track